# Андрущенко Віктор Вікторович
Віктор Вікторович Андрущенко (10 травня 1986, Київ, СРСР) — білоруський/український хокеїст, нападник. Виступає за «Шахтар» (Солігорськ) у Білоруській Екстралізі. Майстер спорту.
Вихованець хокейної школи «Сокіл» (Київ). Виступав за ХК «Київ», «МДУ» (Москва), «Хімволокно» (Могильов), «Керамін» (Мінськ), «Динамо» (Мінськ).
У складі національної збірної Білорусі провів 18 матчів (3+4).
У складі національної збірної України провів 3 матчі (1+2); дебютував 9 лютого 2012 у матчі Єврохокейчеленджу 2012 проти збірної Румунії. У складі молодіжної збірної України учасник чемпіонатів світу 2003 (дивізіон I), 2004 і 2005 (дивізіон I). У складі юніорської збірної України учасник чемпіонатів світу 2002 і 2003 (дивізіон I).
Досягнення
- Срібний призер чемпіонату Білорусі (2010)
- Володар Кубка Білорусі (2008).